# 藤原豊主
藤原 豊主（ふじわら の とよぬし）は、平安時代初期の貴族。藤原京家、神祇伯・藤原大継の子。官位は従四位下・播磨権守。

## 経歴
弘仁14年（823年）正月に従五位下に叙爵、同年11月従五位上と、淳和天皇の即位に前後して続けて昇叙される。淳和朝では近衛少将を務め、天長8年（831年）淳和天皇が南池院の離宮に行幸した際に、捕獲した鮮魚について嵯峨上皇の居所であった冷然院への献上を命じられている。
仁明朝の承和5年（838年）に正五位下から従四位下に昇叙される。承和14年（847年）5月17日卒去。最終官位は散位従四位下。

## 人物
和歌に優れ、歌人・大友黒主と共に「藤豊主か伴黒主か」と並称されたという。

## 官歴
『六国史』による。
- 時期不詳：正六位上
- 弘仁14年（823年） 正月7日：従五位下。11月20日：従五位上
- 天長8年（831年） 8月4日：見近衛少将
- 時期不詳：正五位下
- 承和5年（838年） 正月7日：従四位下
- 承和14年（847年）5月17日：卒去（散位従四位下）

## 系譜
- 父：藤原大継（?-810）
- 母：不詳
- 生母不明の子女
  - 男子：藤原氏岑